# What Kind of Man
«What Kind of Man» es una canción de la banda de rock indie británica Florence and the Machine que fue lanzada el 12 de febrero de 2015 como primer sencillo de su tercer álbum de estudio, How Big, How Blue, How Beautiful. Fue nominada en los premios Grammy de ese año en las categorías de Mejor interpretación rock y Mejor canción rock.

## Composición
Según Florence Welch, la canción representa una nueva dirección sonora impulsada por la guitarra para la banda. "Tiene guitarras muy fuertes y fue muy divertido grabarlo en realidad", dijo en una entrevista. "Tratando de obtener exactamente el tono correcto de guitarra, nunca me di cuenta de lo complicado que es eso. Nos tomó una eternidad... Todos los días había un sonido de guitarra diferente. Terminamos con tres sonidos de guitarra diferentes, cada una en una toma y sobreponiendo a la otra para crearla".
La canción se desarrolla lentamente y rompe en un ritmo pesado con panderetas y la percusión, para pasar después a una canción de corte pop donde el arreglo de los instrumentos de metal coge protagonismo. La canción se centra líricamente en un hombre indeciso que perjudicó a Welch.

## Recepción de la crítica
Recibió elogios de la crítica especializada. Al Horner, de NME, expuso que What Kind of Man "musicalmente, es grande. Las voces de acompañamiento wagnerianas y las trompetas [la] convierten en un espectáculo digno del nuevo estatus de cabeza de cartel de [Welch]". Dee Lockett, para Vulture, la calificó como una canción "rockera ardiente". Andrew Unterberger, de Spin, opinó que comenzaba "con una decepción, pero rápidamente demuestra ser rugiente".

## Videoclip
El videoclip, que se estrenó el 12 de febrero de 2015, fue dirigido por Vincent Haycock, con coreografía al cargo de Ryan Heffington. El vídeo es un cortometraje que incluye un diálogo sobre el poder unificador de la tragedia en una relación entre una pareja mientras conducen por un camino rural. Las escenas de la pareja conduciendo en varios puntos de su relación se entremezclan con ejemplos de la mujer y sus relaciones con diferentes hombres, a menudo adquiriendo una calidad sofocante. Más tarde, la mujer se encuentra en un centro ritual en el que se ve como la levanten varios hombres, incluido su interés amoroso, interpretado por Richie Stephens, que habla sobre lenguas, bautismos y exorcismos.

## Posición en listas
| Listas (2015)                            | Posición más alta |
| ---------------------------------------- | ----------------- |
| Australia (ARIA)                         | 16                |
| Austria (Ö3 Austria Top 40)              | 52                |
| Bélgica-Flandes (Ultratop 50 Singles)    | 50                |
| Bélgica-Valona (Ultratop 40 Singles)     | 37                |
| Canadá (Canadian Hot 100)                | 46                |
| Escocia (Official Charts Company)        | 25                |
| España (PROMUSICAE)                      | 44                |
| Estados Unidos (Adult Alternative Songs) | 1                 |
| Estados Unidos (Alternative Songs)       | 8                 |
| Estados Unidos (Billboard Hot 100)       | 88                |
| Estados Unidos (Hot Rock Songs)          | 7                 |
| Francia (SNEP)                           | 74                |
| Italia (FIMI)                            | 86                |
| Nueva Zelanda (Recorded Music NZ)        | 34                |
| Reino Unido (UK Singles Chart)           | 37                |
| Suiza (Schweizer Hitparade)              | 42                |